# Ty Nelson
Ty Nelson (né le 20 mars 2004 à Toronto, dans la province de l'Ontario au Canada) est un joueur professionnel canadien de hockey sur glace. Il évolue à la position de défenseur.

## Statistiques
| Saison    | Équipe                        | Ligue |    | Saison régulière | Saison régulière | Saison régulière | Saison régulière | Saison régulière |   | Séries éliminatoires | Séries éliminatoires | Séries éliminatoires | Séries éliminatoires | Séries éliminatoires |
| Saison    | Équipe                        | Ligue | PJ | B                | A                | Pts              | Pun              | PJ               | B | A                    | Pts                  | Pun                  |                      |                      |
| 2021-2022 | Battalion de North Bay        | LHO   | 66 | 9                | 42               | 51               | 39               | 13               | 0 | 10                   | 10                   | 6                    |                      |                      |
| 2022-2023 | Battalion de North Bay        | LHO   | 67 | 24               | 52               | 76               | 60               | 20               | 6 | 19                   | 25                   | 15                   |                      |                      |
| 2023-2024 | Battalion de North Bay        | LHO   | 54 | 16               | 36               | 52               | 50               | 16               | 5 | 9                    | 14                   | 10                   |                      |                      |
| 2024-2025 | Firebirds de Coachella Valley | LAH   | 72 | 6                | 26               | 32               | 48               | 6                | 1 | 0                    | 1                    | 0                    |                      |                      |